# 2014年問題 (造船)
2014年問題（2014ねんもんだい）は、2010年代初頭、世界の造船会社の受注残が極端に減少し、2014年頃には新たに造る船舶がなくなるのではないかとする危機感を問題として表現したもの。

## 背景
2000年代後半、リーマン・ショックなどを契機に世界的な金融危機が発生し、景気が減退。右肩あがりを続けてきた海運業界、それを支える造船業界も大きな影響を受けることとなった。造船大国である中国や韓国の造船各社は、2000年代を通じて大規模な設備投資を続けてきたこともあり、船舶需要は一気にだぶつき新規発注が極端に減少。「2014年頃には造る船がなくなってしまうのではないか」という危機感が広まった。特に、日本造船各社では、受注単価の下落に加え急激な円高ドル安も同時に進行したため、より受注競争力が低下し、深刻に受けとめられることとなった。

## 日本の状況
2014年問題が語られるようになった後、日本の造船各社の経営体質を改善する大きな動きが見られるようになった。2012年には、三菱重工がインドの造船会社（LTSB）に対して、設計図の供与も含めた有償技術協力に踏み切ったほか、ユニバーサル造船（JFEホールディングス子会社）とアイ・エイチ・アイ マリンユナイテッド（IHI子会社）が、ジャパン マリンユナイテッドへの合併を発表するなど、各社が大胆な生き残り策を講じることとなった。また、同年末に成立した第2次安倍内閣がアベノミクスを提唱すると70円台だった円相場が100円台へ急落。2013年後半には、各社が徐々に競争力を取り戻し、新規受注に成功するなどの動きが見られるようになった。

## 中国・韓国の状況
中国や韓国では、リーマン・ショック以前の受注を消化しきった2012年頃から、徐々に中・小造船会社の淘汰が始まった。メーカー間の価格競争も厳しく、利益率の大きい大型案件を受注しても、後日、他社が行った受注条件に応じて、追加値引きを余儀なくされる例も見られるようになった。
中国では、半数近くの会社が2014年問題を乗り越えられないとする推測がある。
韓国では、2012年頃から中・小の造船所に影響が出始め、造船所が多数存在した統営市では21世紀造船、三湖造船、新亜SB、SPP造船などの企業が次々と経営に行き詰まり地域経済が混乱に陥った。2013年中には中堅上位の造船会社STX造船海洋を有するSTXグループの経営危機も取り沙汰されるようになった。2015年には大宇造船海洋（現ハンファオーシャン）による巨額赤字隠しが発覚し、韓国政府による公的資金注入が行われた。
2014年3月の国別の船舶受注量は、1位中国、2位日本、3位韓国と日本と韓国の順位が逆転。2014年4月の韓国の船舶受注量は、29万4,167CGTと前年同月比84.8%の大幅な減少幅を見せた。2014年6月28日にはSTXの中国の現地法人「STX大連」が破産手続きを申請し破綻した。